# Official Americana Albums Chart
La Official Americana Albums Chart è una classifica musicale settimanale basata sulle vendite fisiche degli album nel Regno Unito. È compilata dalla Official Charts Company (OCC) per conto della Americana Music Association UK. La classifica è stata lanciata nel 2016, quando la musica americana ha visto una crescita di popolarità nel Regno Unito. Nel 2017, le vendite degli album di musica americana nel Regno Unito sono aumentate del 35% rispetto agli anni precedenti.
La prima classifica è stata annunciata il 28 gennaio 2016 nello show di Bob Harris Country su BBC Radio 2. Contemporaneamente è stato rivelato che l'album di musica americana più venduto del 2015 è Stay Gold del duo svedese First Aid Kit.

## Album con più settimane al numero 1
| n° | Artista           | Album                   | Settimane totali al n.1 |
| -- | ----------------- | ----------------------- | ----------------------- |
| 1  | Taylor Swift      | Evermore                | 51                      |
| 2  | Noah Kahan        | Stick Season            | 45                      |
| 3  | Bruce Springsteen | Western Stars           | 20                      |
| 4  | Van Morrison      | Keep Me Singing         | 14                      |
| 5  | Bruce Springsteen | Only the Strong Survive | 13                      |
| 6  | Glen Campbell     | Adiós                   | 12                      |
| 7  | Bob Dylan         | Rough and Rowdy Ways    | 10                      |
| 8  | The Lumineers     | Cleopatra               | 10                      |

## Numeri uno
L'elenco è in ordine cronologico. Alcuni album sono ritornati al numero uno dopo aver ceduto la posizione in classica ad un altro album: essi sono indicati come "re".
| n°                                           | Artista                               | Album                                                            | Data              | Settimane al n.1 |
| -------------------------------------------- | ------------------------------------- | ---------------------------------------------------------------- | ----------------- | ---------------- |
| 1                                            | Elle King                             | Love Stuff                                                       | 29 gennaio 2016   | 5                |
| 2                                            | Bonnie Riatt                          | Dig in Deep                                                      | 4 marzo 2016      | 1                |
| re                                           | Elle King                             | Love Stuff                                                       | 11 marzo 2016     | 1                |
| 3                                            | Brian Fallon                          | Painkillers                                                      | 18 marzo 2016     | 1                |
| 4                                            | Richmond Fontaine                     | You Can't Go Back If There's Nothing To Go Back To               | 25 marzo 2016     | 1                |
| re                                           | Elle King                             | Love Stuff                                                       | 1º aprile 2016    | 1                |
| 5                                            | Teddy Thompson e Kelly Jones          | Little Windows                                                   | 8 aprile 2016     | 1                |
| 6                                            | The Lumineers                         | Cleopatra                                                        | 15 aprile 2016    | 4                |
| re                                           | Elle King                             | Love Stuff                                                       | 13 maggio 2016    | 1                |
| 7                                            | Foy Vance                             | The Wild Swan                                                    | 20 maggio 2016    | 1                |
| 8                                            | Mudcrutch                             | 2                                                                | 27 maggio 2016    | 1                |
| re                                           | Elle King                             | Love Stuff                                                       | 3 giugno 2016     | 1                |
| 9                                            | Whitney                               | Light Upon the Lake                                              | 10 giugno 2016    | 1                |
| 10                                           | Kaleo                                 | A/B                                                              | 17 giugno 2016    | 1                |
| 11                                           | case/lang/veirs                       | case/lang/veirs                                                  | 24 giugno 2016    | 1                |
| re                                           | The Lumineers                         | Cleopatra                                                        | 1º luglio 2016    | 4                |
| 12                                           | Bear's Den                            | Red Earth & Pouring Rain                                         | 29 luglio 2016    | 2                |
| 13                                           | Cadillac Three                        | Bury Me In My Boots                                              | 12 agosto 2016    | 1                |
| re                                           | Bear's Den                            | Red Earth & Pouring Rain                                         | 19 agosto 2016    | 2                |
| re                                           | Kaleo                                 | A/B                                                              | 2 settembre 2016  | 1                |
| re                                           | Bear's Den                            | Red Earth & Pouring Rain                                         | 9 settembre 2016  | 1                |
| 14                                           | Jack White                            | Acoustic Recordings 1998–2016                                    | 16 settembre 2016 | 1                |
| 15                                           | Seth Lakeman                          | Ballads of the Broken Few                                        | 23 settembre 2016 | 1                |
| 16                                           | Billy Bragg e Joe Henry               | Shine a Light: Field Recordings from the Great American Railroad | 30 settembre 2016 | 1                |
| 17                                           | Van Morrison                          | Keep Me Singing                                                  | 7 ottobre 2016    | 1                |
| 18                                           | Seasick Steve                         | Keepin' the Horse Between Me and the Ground                      | 14 ottobre 2016   | 1                |
| 19                                           | Blackberry Smoke                      | Like an Arrow                                                    | 21 ottobre 2016   | 1                |
| re                                           | Van Morrison                          | Keep Me Singing                                                  | 28 ottobre 2016   | 11               |
| re                                           | The Lumineers                         | Cleopatra                                                        | 13 gennaio 2017   | 2                |
| 20                                           | Courtney Marie Andrews                | Honest Life                                                      | 27 gennaio 2017   | 1                |
| 21                                           | Mark Eitzel                           | Hey Mr Ferryman                                                  | 3 febbraio 2017   | 1                |
| re                                           | Van Morrison                          | Keep Me Singing                                                  | 10 febbraio 2017  | 2                |
| 22                                           | Ryan Adams                            | Prisoner                                                         | 24 febbraio 2017  | 2                |
| 23                                           | Alison Krauss                         | Windy City                                                       | 10 marzo 2017     | 1                |
| 24                                           | Laura Marling                         | Semper Femina                                                    | 17 marzo 2017     | 1                |
| re                                           | Alison Krauss                         | Windy City                                                       | 24 marzo 2017     | 1                |
| re                                           | Laura Marling                         | Semper Femina                                                    | 31 marzo 2017     | 1                |
| 25                                           | Aimee Mann                            | Mental Illness                                                   | 7 aprile 2017     | 1                |
| 26                                           | Father John Misty                     | Pure Comedy                                                      | 14 aprile 2017    | 1                |
| 27                                           | John Mayer                            | The Search for Everything                                        | 21 aprile 2017    | 1                |
| 27                                           | Imelda May                            | Life Love Flesh Blood                                            | 27 aprile 2017    | 6                |
| 28                                           | Dan Auerbach                          | Waiting on a Song                                                | 9 giugno 2017     | 1                |
| 29                                           | Glen Campbell                         | Adiós                                                            | 16 giugno 2017    | 11               |
| 30                                           | The War on Drugs                      | A Deeper Understanding                                           | 1º settembre 2017 | 2                |
| 31                                           | Neil Young                            | Hitchhiker                                                       | 15 settembre 2017 | 1                |
| re                                           | Glen Campbell                         | Adiós                                                            | 22 settembre 2017 | 1                |
| 32                                           | Van Morrison                          | Roll with the Punches                                            | 29 settembre 2017 | 3                |
| 33                                           | Robert Plant                          | Carry Fire                                                       | 20 ottobre 2017   | 6                |
| 34                                           | Frank Turner                          | Songbook                                                         | 1º dicembre 2017  | 1                |
| 35                                           | Neil Young e Promise of the Real      | The Visitor                                                      | 8 dicembre 2017   | 1                |
| re                                           | Robert Plant                          | Carry Fire                                                       | 15 dicembre 2017  | 2                |
| re                                           | The War on Drugs                      | A Deeper Understanding                                           | 29 dicembre 2017  | 2                |
| re                                           | Robert Plant                          | Carry Fire                                                       | 19 gennaio 2018   | 1                |
| 36                                           | First Aid Kit                         | Ruins                                                            | 26 gennaio 2018   | 1                |
| 37                                           | Beth Hart e Joe Bonamassa             | Black Coffee                                                     | 2 febbraio 2018   | 1                |
| re                                           | First Aid Kit                         | Ruins                                                            | 9 febbraio 2018   | 1                |
| 38                                           | Brian Fallon                          | Sleepwalkers                                                     | 16 febbraio 2018  | 1                |
| re                                           | First Aid Kit                         | Ruins                                                            | 23 febbraio 2018  | 1                |
| 39                                           | Vance Joy                             | Nation of Two                                                    | 2 marzo 2018      | 1                |
| re                                           | First Aid Kit                         | Ruins                                                            | 9 marzo 2018      | 1                |
| 40                                           | Nathaniel Rateliff e The Night Sweats | Tearing At The Seams                                             | 16 marzo 2018     | 1                |
| 41                                           | The Decemberists                      | I'll Be Your Girl                                                | 23 marzo 2018     | 1                |
| 42                                           | Courtney Marie Andrews                | May Your Kindness Remain                                         | 30 marzo 2018     | 1                |
| 43                                           | Mary Chapin Carpenter                 | Sometimes Just The Sky                                           | 6 aprile 2018     | 1                |
| 44                                           | Blackberry Smoke                      | Find A Light                                                     | 13 aprile 2018    | 1                |
| 45                                           | Isaac Gracie                          | Isaac Gracie                                                     | 20 aprile 2018    | 2                |
| 46                                           | Willie Nelson                         | Last Man Standing                                                | 4 maggio 2018     | 1                |
| 47                                           | Frank Turner                          | Be More Kind                                                     | 11 maggio 2018    | 1                |
| 48                                           | Ry Cooder                             | The Prodigal Son                                                 | 18 maggio 2018    | 1                |
| 49                                           | Ray LaMontagne                        | Part of the Light                                                | 25 maggio 2018    | 1                |
| re                                           | First Aid Kit                         | Ruins                                                            | 1º giugno 2018    | 1                |
| 50                                           | Father John Misty                     | God's Favorite Customer                                          | 8 giugno 2018     | 2                |
| 51                                           | Wilko Johnson                         | Blow Your Mind                                                   | 22 giugno 2018    | 2                |
| 52                                           | Ray Davies                            | Our Country: Americana Act II                                    | 6 luglio 2018     | 2                |
| 53                                           | Cowboy Junkies                        | All That Reckoning                                               | 20 luglio 2018    | 1                |
| 54                                           | Greta Van Fleet                       | From The Fires                                                   | 27 luglio 2018    | 1                |
| 55                                           | Israel Nash                           | Lifted                                                           | 3 agosto 2018     | 1                |
| re                                           | First Aid Kit                         | Ruins                                                            | 10 agosto 2018    | 1                |
| 56                                           | Magpie Salute                         | High Water I                                                     | 17 agosto 2018    | 2                |
| 57                                           | Lucie Silvas                          | E.G.O.                                                           | 31 agosto 2018    | 1                |
| 58                                           | Passenger                             | Runaway                                                          | 7 settembre 2018  | 2                |
| 59                                           | Richard Thompson                      | 13 Rivers                                                        | 21 settembre 2018 | 1                |
| re                                           | Passenger                             | Runaway                                                          | 28 settembre 2018 | 2                |
| 60                                           | Phosphorescent                        | C'est La Vie                                                     | 12 ottobre 2018   | 1                |
| 61                                           | John Hiatt                            | The Eclipse Sessions                                             | 19 ottobre 2018   | 1                |
| 62                                           | Jason Isbell and The 400 Unit         | Live from the Ryman                                              | 26 ottobre 2018   | 1                |
| 63                                           | Seth Lakeman                          | The Well Worn Path                                               | 2 novembre 2018   | 1                |
| 64                                           | Pistol Annies                         | Interstate Gospel                                                | 9 novembre 2018   | 1                |
| 65                                           | Charles Bradley                       | Black Velvet                                                     | 16 novembre 2018  | 1                |
| 66                                           | Mark Knopfler                         | Down the Road Wherever                                           | 23 novembre 2018  | 8                |
| 67                                           | The Delines                           | The Imperial                                                     | 18 gennaio 2019   | 2                |
| 68                                           | Wandering Hearts                      | Wild Silence                                                     | 1º febbraio 2019  | 1                |
| re                                           | Mark Knopfler                         | Down the Road Wherever                                           | 8 febbraio 2019   | 1                |
| 69                                           | Michael Chapman                       | True North                                                       | 15 febbraio 2019  | 1                |
| 68                                           | Tedeschi Trucks Band                  | Signs                                                            | 22 febbraio 2019  | 1                |
| 69                                           | Julia Jacklin                         | Crushing                                                         | 1º marzo 2019     | 1                |
| re                                           | Wandering Hearts                      | Wild Silence                                                     | 8 marzo 2019      | 1                |
| 70                                           | Yola                                  | Walk Through Fire                                                | 15 marzo 2019     | 1                |
| 71                                           | Tom Russell                           | October in the Railroad Earth                                    | 22 marzo 2019     | 1                |
| 72                                           | Jenny Lewis                           | On the Line                                                      | 29 marzo 2019     | 1                |
| 73                                           | Steve Earle & The Dukes               | Guy                                                              | 5 aprile 2019     | 1                |
| 74                                           | Weyes Blood                           | Titanic Rising                                                   | 12 aprile 2019    | 2                |
| 75                                           | Jade Bird                             | Jade Bird                                                        | 26 aprile 2019    | 1                |
| 76                                           | Kiefer Sutherland                     | Reckless & Me                                                    | 3 maggio 2019     | 2                |
| 77                                           | Big Thief                             | U.F.O.F.                                                         | 17 maggio 2019    | 1                |
| 78                                           | Thea Gilmore                          | Small World Turning                                              | 24 maggio 2019    | 1                |
| 79                                           | Mavis Staples                         | We Get By                                                        | 31 maggio 2019    | 1                |
| re                                           | Jade Bird                             | Jade Bird                                                        | 7 giugno 2019     | 2                |
| 80                                           | Bruce Springsteen                     | Western Stars                                                    | 21 giugno 2019    | 9                |
| 81                                           | Frank Turner                          | No Man's Land                                                    | 23 agosto 2019    | 1                |
| re                                           | Bruce Springsteen                     | Western Stars                                                    | 30 agosto 2019    | 1                |
| 82                                           | Sheryl Crow                           | Threads                                                          | 6 settembre 2019  | 2                |
| 83                                           | The Lumineers                         | III                                                              | 20 settembre 2019 | 2                |
| 84                                           | Beth Hart                             | War in My Mind                                                   | 4 ottobre 2019    | 1                |
| 85                                           | Wilco                                 | Ode to Joy                                                       | 11 ottobre 2019   | 1                |
| 86                                           | Big Thief                             | Two Hands                                                        | 18 ottobre 2019   | 1                |
| re                                           | Bruce Springsteen                     | Western Stars                                                    | 25 ottobre 2019   | 1                |
| 87                                           | Van Morrison                          | Three Chords & The Truth                                         | 1º novembre 2019  | 3                |
| re                                           | Bruce Springsteen                     | Western Stars                                                    | 22 novembre 2019  | 9                |
| 88                                           | Marcus King                           | El Dorado                                                        | 24 gennaio 2020   | 1                |
| 89                                           | Bonny Light Horseman                  | Bonny Light Horseman                                             | 31 gennaio 2020   | 1                |
| 90                                           | Drive-By Truckers                     | The Unraveling                                                   | 7 febbraio 2020   | 2                |
| 91                                           | Nathaniel Rateliff                    | And It’s Still Alright                                           | 21 febbraio 2020  | 1                |
| 92                                           | Courtney Barnett                      | MTV Unplugged (Live In Melbourne)                                | 28 febbraio 2020  | 1                |
| 93                                           | Robert Cray Band                      | That's What I Heard                                              | 6 marzo 2020      | 1                |
| 94                                           | Jonathan Wilson                       | Dixie Blur                                                       | 13 marzo 2020     | 1                |
| 95                                           | Maria McKee                           | La Vita Nuova                                                    | 20 marzo 2020     | 1                |
| 96                                           | Father John Misty                     | Off-Key in Hamburg                                               | 27 marzo 2020     | 1                |
| 97                                           | Brian Fallon                          | Local Honey                                                      | 3 aprile 2020     | 2                |
| 98                                           | Laura Marling                         | Song for Our Daughter                                            | 17 aprile 2020    | 2                |
| 99                                           | Lucinda Williams                      | Good Souls Better Angels                                         | 1º maggio 2020    | 2                |
| re                                           | Laura Marling                         | Song for Our Daughter                                            | 15 maggio 2020    | 1                |
| 100                                          | Jason Isbell & the 400 Unit           | Reunions                                                         | 22 maggio 2020    | 1                |
| 101                                          | Steve Earle & The Dukes               | Ghosts of West Virginia                                          | 29 maggio 2020    | 1                |
| re                                           | Jason Isbell & the 400 Unit           | Reunions                                                         | 5 giugno 2020     | 1                |
| 102                                          | Teddy Thompson                        | Heartbreaker Please                                              | 12 giugno 2020    | 1                |
| 103                                          | Larkin Poe                            | Self Made Man                                                    | 19 giugno 2020    | 1                |
| 103                                          | Bob Dylan                             | Rough and Rowdy Ways                                             | 26 giugno 2020    | 3                |
| re                                           | Laura Marling                         | Song for Our Daughter                                            | 17 luglio 2020    | 1                |
| re                                           | Bob Dylan                             | Rough and Rowdy Ways                                             | 24 luglio 2020    | 4                |
| 104                                          | Rumer                                 | Nashville Tears                                                  | 21 agosto 2020    | 1                |
| re                                           | Bob Dylan                             | Rough and Rowdy Ways                                             | 28 agosto 2020    | 1                |
| 105                                          | Angel Olsen                           | Whole New Mess                                                   | 4 settembre 2020  | 1                |
| 106                                          | Emily Barker                          | A Dark Murmuration of Words                                      | 11 settembre 2020 | 1                |
| 107                                          | Suzanne Vega                          | An Evening of New York Songs and Stories                         | 18 settembre 2020 | 1                |
| re                                           | Bob Dylan                             | Rough and Rowdy Ways                                             | 25 settembre 2020 | 1                |
| re                                           | Laura Marling                         | Song for Our Daughter                                            | 2 ottobre 2020    | 1                |
| re                                           | Bob Dylan                             | Rough and Rowdy Ways                                             | 9 ottobre 2020    | 1                |
| re                                           | Laura Marling                         | Song for Our Daughter                                            | 16 ottobre 2020   | 1                |
| 108                                          | Kevin Morby                           | Sundowner                                                        | 23 ottobre 2020   | 1                |
| 109                                          | Bruce Springsteen                     | Letter to You                                                    | 30 ottobre 2020   | 7                |
| 110                                          | Taylor Swift                          | Evermore                                                         | 18 dicembre 2020  | 4                |
| 111                                          | Barry Gibb                            | Greenfields - Gibb Brothers Songbook - 1                         | 15 gennaio 2021   | 3                |
| re                                           | Taylor Swift                          | Evermore                                                         | 5 febbraio 2021   | 1                |
| 112                                          | The Staves                            | Good Woman                                                       | 12 febbraio 2021  | 1                |
| re                                           | Taylor Swift                          | Evermore                                                         | 19 febbraio 2021  | 2                |
| 113                                          | Neil Young e Crazy Horse              | Way Down in the Rust Bucket                                      | 5 marzo 2021      | 1                |
| re                                           | Taylor Swift                          | Evermore                                                         | 12 marzo 2021     | 3                |
| 114                                          | Neil Young                            | Young Shakespeare                                                | 2 aprile 2021     | 1                |
| re                                           | Taylor Swift                          | Evermore                                                         | 9 aprile 2021     | 3                |
| 115                                          | Kaleo                                 | Surface Sounds                                                   | 30 aprile 2021    | 1                |
| re                                           | Taylor Swift                          | Evermore                                                         | 7 maggio 2021     | 2                |
| 116                                          | The Black Keys                        | Delta Kream                                                      | 21 maggio 2021    | 2                |
| re                                           | Taylor Swift                          | Evermore                                                         | 4 giugno 2021     | 3                |
| 117                                          | Joan Armatrading                      | Consequences                                                     | 25 giugno 2021    | 1                |
| re                                           | Taylor Swift                          | Evermore                                                         | 2 luglio 2021     | 4                |
| 118                                          | Jackson Browne                        | Downhill from Everywhere                                         | 30 luglio 2021    | 1                |
| 119                                          | Yola                                  | Stand for Myself                                                 | 6 agosto 2021     | 1                |
| 120                                          | Wandering Hearts                      | The Wandering Hearts                                             | 13 agosto 2021    | 1                |
| 121                                          | Jade Bird                             | Different Kinds of Light                                         | 20 agosto 2021    | 1                |
| re                                           | Taylor Swift                          | Evermore                                                         | 27 agosto 2021    | 1                |
| 122                                          | Big Red Machine                       | How Long Do You Think It's Gonna Last?                           | 3 settembre 2021  | 1                |
| 123                                          | Gerry Rafferty                        | Rest in Blue                                                     | 10 settembre 2021 | 1                |
| re                                           | Taylor Swift                          | Evermore                                                         | 17 settembre 2021 | 1                |
| 124                                          | Bob Dylan                             | Springtime in New York - Bootleg 16                              | 24 settembre 2021 | 1                |
| re                                           | Taylor Swift                          | Evermore                                                         | 1º ottobre 2021   | 1                |
| 125                                          | Neil Young                            | Carnegie Hall 1970                                               | 8 ottobre 2021    | 1                |
| 126                                          | Johnny Flynn e Robert Macfarlane      | Lost in the Cedar Wood                                           | 15 ottobre 2021   | 1                |
| re                                           | Taylor Swift                          | Evermore                                                         | 22 ottobre 2021   | 2                |
| 127                                          | The War on Drugs                      | I Don't Live Here Anymore                                        | 5 novembre 2021   | 2                |
| 128                                          | Courtney Barnett                      | Things Take Time, Take Time                                      | 19 novembre 2021  | 1                |
| 129                                          | Alison Krauss e Robert Plant          | Raise the Roof                                                   | 26 novembre 2021  | 3                |
| 130                                          | Neil Young e Crazy Horse              | Barn                                                             | 17 dicembre 2021  | 1                |
| re                                           | Alison Krauss e Robert Plant          | Raise the Roof                                                   | 24 dicembre 2021  | 3                |
| re                                           | Taylor Swift                          | Evermore                                                         | 14 gennaio 2022   | 1                |
| 131                                          | Elvis Costello e The Imposters        | The Boy Named If                                                 | 21 gennaio 2022   | 1                |
| 132                                          | Kiefer Sutherland                     | Bloor Street                                                     | 28 gennaio 2022   | 1                |
| re                                           | Taylor Swift                          | Evermore                                                         | 4 febbraio 2022   | 2                |
| 133                                          | Frank Turner                          | FTHC                                                             | 18 febbraio 2022  | 2                |
| 134                                          | Gang of Youths                        | Angel in Realtime                                                | 4 marzo 2022      | 1                |
| 135                                          | Dolly Parton                          | Run Rose Run                                                     | 11 marzo 2022     | 2                |
| 136                                          | Midlake                               | For The Sake of Bethel Woods                                     | 25 marzo 2022     | 1                |
| re                                           | Taylor Swift                          | Evermore                                                         | 1º aprile 2022    | 2                |
| 137                                          | Passenger                             | Birds That Flew and Ships That Sailed                            | 15 aprile 2022    | 1                |
| 138                                          | Kurt Vile                             | (watch my moves)                                                 | 22 aprile 2022    | 1                |
| 139                                          | Taj Mahal e Ry Cooder                 | Get On Board                                                     | 29 aprile 2022    | 1                |
| re                                           | Taylor Swift                          | Evermore                                                         | 6 maggio 2022     | 2                |
| 140                                          | The Black Keys                        | Dropout Boogie                                                   | 20 maggio 2022    | 2                |
| re                                           | Taylor Swift                          | Evermore                                                         | 3 giugno 2022     | 1                |
| 141                                          | Angel Olsen                           | Big Time                                                         | 10 giugno 2022    | 1                |
| re                                           | Taylor Swift                          | Evermore                                                         | 17 giugno 2022    | 2                |
| re                                           | Alison Krauss e Robert Plant          | Raise the Roof                                                   | 1º luglio 2022    | 1                |
| re                                           | Taylor Swift                          | Evermore                                                         | 8 luglio 2022     | 1                |
| 142                                          | Neil Young e Crazy Horse              | Toast                                                            | 15 luglio 2022    | 1                |
| re                                           | Taylor Swift                          | Evermore                                                         | 22 luglio 2022    | 1                |
| 143                                          | Jack White                            | Entering Heaven Alive                                            | 29 luglio 2022    | 1                |
| re                                           | Taylor Swift                          | Evermore                                                         | 5 agosto 2022     | 7                |
| 144                                          | Marcus Mumford                        | (Self-Titled)                                                    | 23 settembre 2022 | 1                |
| re                                           | Taylor Swift                          | Evermore                                                         | 30 settembre 2022 | 6                |
| 145                                          | First Aid Kit                         | Palomino                                                         | 11 novembre 2022  | 1                |
| 146                                          | Bruce Springsteen                     | Only the Strong Survive                                          | 18 novembre 2022  | 9                |
| 147                                          | Margo Price                           | Strays                                                           | 20 gennaio 2023   | 1                |
| 148                                          | Wilco                                 | Cruel Country                                                    | 27 gennaio 2023   | 1                |
| re                                           | Bruce Springsteen                     | Only the Strong Survive                                          | 3 febbraio 2023   | 2                |
| 149                                          | Lisa O'Neill                          | All of This Is Chance                                            | 17 febbraio 2023  | 1                |
| re                                           | Bruce Springsteen                     | Only the Strong Survive                                          | 24 febbraio 2023  | 2                |
| 150                                          | Eva Cassidy                           | I Can Only Be Me                                                 | 10 marzo 2023     | 1                |
| 151                                          | Ward Thomas                           | Music In The Madness                                             | 17 marzo 2023     | 1                |
| re                                           | Eva Cassidy                           | I Can Only Be Me                                                 | 24 marzo 2023     | 1                |
| 152                                          | Noah Kahan                            | Stick Season                                                     | 31 marzo 2023     | 1                |
| 153                                          | Boygenius                             | The Record                                                       | 7 aprile 2023     | 4                |
| 154                                          | Skerryvore                            | Tempus                                                           | 5 maggio 2023     | 1                |
| re                                           | Boygenius                             | The Record                                                       | 12 maggio 2023    | 2                |
| 155                                          | Paul Simon                            | Seven Psalms                                                     | 26 maggio 2023    | 1                |
| re                                           | Boygenius                             | The Record                                                       | 2 giugno 2023     | 1                |
| 156                                          | Bob Dylan                             | Shadow Kingdom                                                   | 9 giugno 2023     | 1                |
| re                                           | Noah Kahan                            | Stick Season                                                     | 16 giugno 2023    | 1                |
| 157                                          | Far From Saints                       | Far From Saints                                                  | 23 giugno 2023    | 1                |
| re                                           | Noah Kahan                            | Stick Season                                                     | 30 giugno 2023    | 7                |
| 158                                          | Neil Young                            | Chrome Dreams                                                    | 18 agosto 2023    | 1                |
| re                                           | Noah Kahan                            | Stick Season                                                     | 25 agosto 2023    | 1                |
| 159                                          | Zach Bryan                            | Zach Bryan                                                       | 1º settembre 2023 | 2                |
| re                                           | Noah Kahan                            | Stick Season                                                     | 15 settembre 2023 | 1                |
| 160                                          | Mitski                                | The Land Is Inhospitable and So Are We                           | 22 settembre 2023 | 1                |
| re                                           | Noah Kahan                            | Stick Season                                                     | 29 settembre 2023 | 5                |
| 161                                          | Billy Bragg                           | The Roaring Forty 1983-2023                                      | 3 novembre 2023   | 1                |
| re                                           | Noah Kahan                            | Stick Season                                                     | 10 novembre 2023  | 2                |
| 162                                          | Dolly Parton                          | Rockstar                                                         | 24 novembre 2023  | 1                |
| re                                           | Noah Kahan                            | Stick Season                                                     | 1º dicembre 2023  | 16               |
| 163                                          | Kacey Musgraves                       | Deeper Well                                                      | 22 marzo 2024     | 1                |
| re                                           | Noah Kahan                            | Stick Season                                                     | 29 marzo 2024     | 1                |
| 164                                          | Beyoncé                               | Cowboy Carter                                                    | 5 aprile 2024     | 5                |
| 165                                          | Frank Turner                          | Undefeated                                                       | 10 maggio 2024    | 1                |
| 166                                          | Kings of Leon                         | Can We Please Have Fun                                           | 17 maggio 2024    | 1                |
| re                                           | Noah Kahan                            | Stick Season                                                     | 24 maggio 2024    | 2                |
| 167                                          | Richard Hawley                        | In This City They Call You Love                                  | 7 giugno 2024     | 1                |
| re                                           | Noah Kahan                            | Stick Season                                                     | 14 giugno 2024    | 8                |
| L'elenco è aggiornato fino all'8 agosto 2024 |                                       |                                                                  |                   |                  |